# Zipaquirá
Zipaquirá is een stad en gemeente in het Colombiaanse departement Cundinamarca. De gemeente, gelegen op de Sabana de Bogotá in de Cordillera Oriental, had in 2017 een inwonertal van 126.409.

## Bezienswaardigheden
Zipaquirá is vooral bekend vanwege de Zoutkathedraal die in een verlaten zoutmijn is aangelegd. Verder heeft de stad een oud centrum.

## Religie
De stad is de zetel van een rooms-katholiek bisdom.

## Bereikbaarheid
Zipaquirá is per trein bereikbaar vanuit Bogota.

## Geboren in Zipaquirá
- Brandon Rivera (1996), wielrenner
- Egan Bernal (1997), wielrenner